# Amora Maille
Pour les articles homonymes, voir Amora.

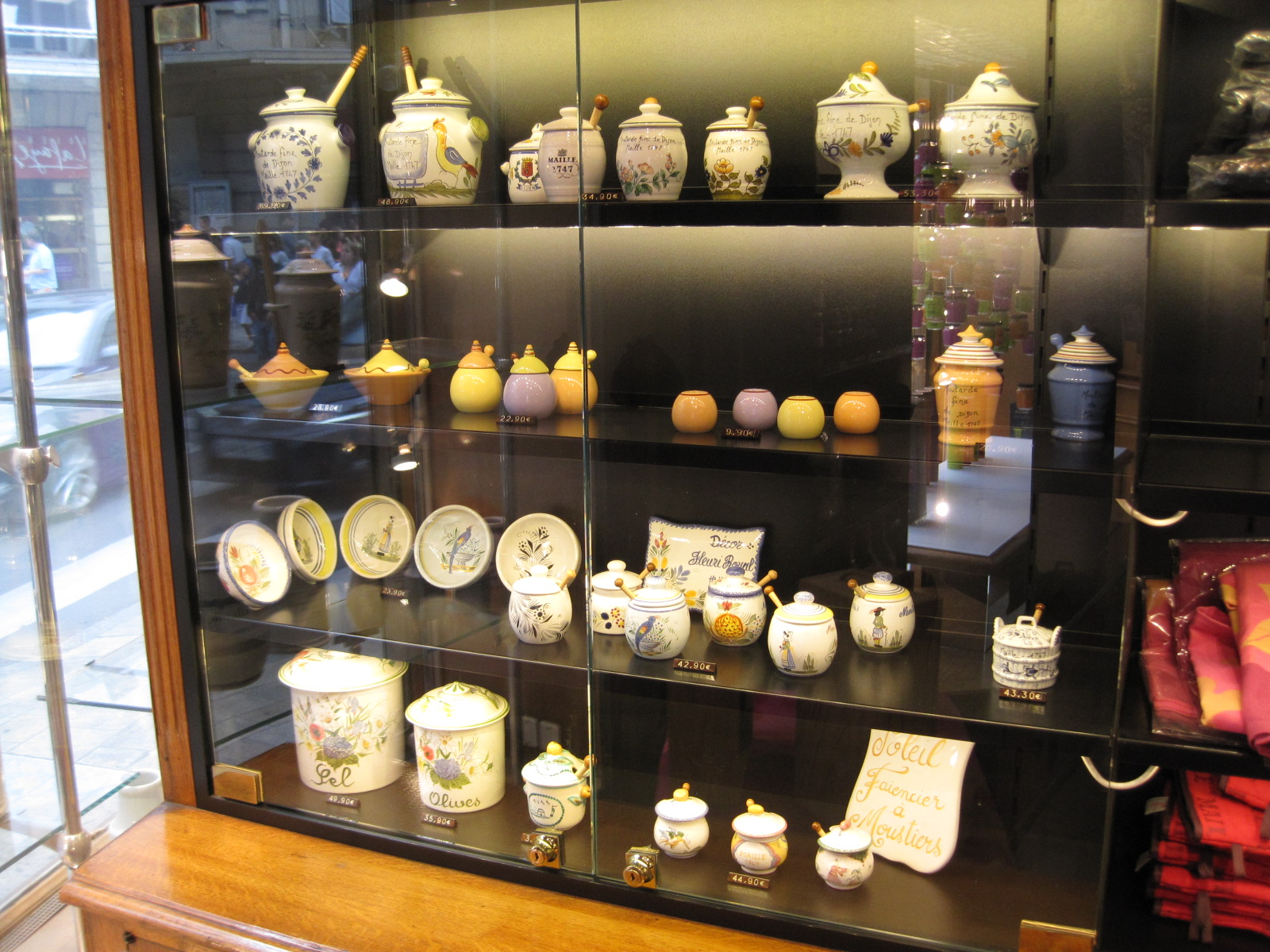
Dans la boutique Maille de Dijon.

Amora-Maille est une entreprise spécialisée dans la distribution de condiments, appartenant depuis 1999 à la multinationale anglo-néerlandaise Unilever. Elle est issue de la fusion des sociétés Maille et Amora.

## Historique

### La société Amora
En 1919, Armand Bizouard, descendant d'une lignée de fabricants de moutarde depuis François Naigeon, reçu maître-vinaigrier en 1703, dépose la marque Amora au greffe du tribunal de commerce de Dijon. Mais il ne l'utilise pas et cède sa société à Raymond Sachot en 1931.
Entretemps, la marque Amora est déposée aux États-Unis par la société Bloomingdale's. Lorsque la protection expire en 1934, Raymond Sachot dépose une nouvelle fois la marque et lance la commercialisation des moutardes Amora dans des pots en verre. Il fait ensuite passer la production du stade artisanal au stade industriel. Il reprend en 1939 les sociétés Philbée (pain d'épices), des moutardes Mouillard (à Dijon) et Jacquemin (à Meursault), pour créer la société SAB (Spécialités alimentaires bourguignonnes). À partir des années 1950, la société croît et se développe ses vinaigrettes, ketchups, mayonnaises ou cornichons. En 1963, SAB, Brochet Frères, Vandamme et Francorusse fusionnent pour créer la Générale alimentaire[réf. nécessaire].
Amora appartient successivement au groupe Rothschild, à Jimmy Goldsmith (lorsque celui-ci rachète la Générale alimentaire en 1973 pour l'intégrer au sein de la Générale occidentale), puis au groupe BSN (qui devient ensuite Danone).

### Société Maille
Maille appartenait depuis 1979 à la Générale occidentale, dont la division alimentaire est cédée à Danone en 1980[réf. nécessaire].

### Rapprochement entre Amora et Maille
En 1996, une restructuration interne à Danone rapproche Segma-Liebig-Maille et Amora sous l’appellation LMA. En 1997, Danone se sépare de sa branche épicerie et vend Liebig à Campbell et Amora-Maille à Paribas Affaires Industrielles. Enfin, l'entreprise est cédée à la société anglo-néerlandaise Unilever en 1999.

## Organisation
Entre 2002 et 2008, Unilever délocalise la production de vinaigrettes et de ketchup en Turquie et en République tchèque. Puis en 2009, Unilever réorganise ses sites de production : l'usine historique de Dijon et celle d'Appoigny dans l'Yonne sont fermées et la production de moutarde et de cornichons est transférée sur le site de Chevigny-Saint-Sauveur, unique usine restante du groupe, qui voit ainsi sa production passer de 50 000 tonnes en 2008 à plus de 90 000 tonnes en 2011. Cette réorganisation entraîne la perte de 144 emplois : 86 des 184 salariés de Dijon et 3 des 77 salariés d'Appoigny rejoignent l'usine de Chevigny. Cependant, Unilever délocalise sa production de vinaigrettes de République tchèque vers le site de Chevigny.
Le site fabrique aujourd'hui la totalité de la moutarde Amora et Maille vendue en France et dans le monde. Les cornichons vendus sous les marques Amora et Maille, auparavant récoltés dans l'Yonne, viennent depuis les années 2000 de Chine ou d'Inde.

## Mises en cause et controverses
En août 2018, l’organisation non gouvernementale de défense des consommateurs foodwatch a épinglé dans sa « salade d’arnaques » la « Vinaigrette légère moutarde » produite dans la région de Dijon de la marque Amora, qui ne contient que 0,7 % de moutarde, et dont les graines de moutarde ne viennent pas forcément de Dijon, dans la mesure où la majorité des graines de moutarde servant à la production française est importée principalement du Canada.

## Dans la culture

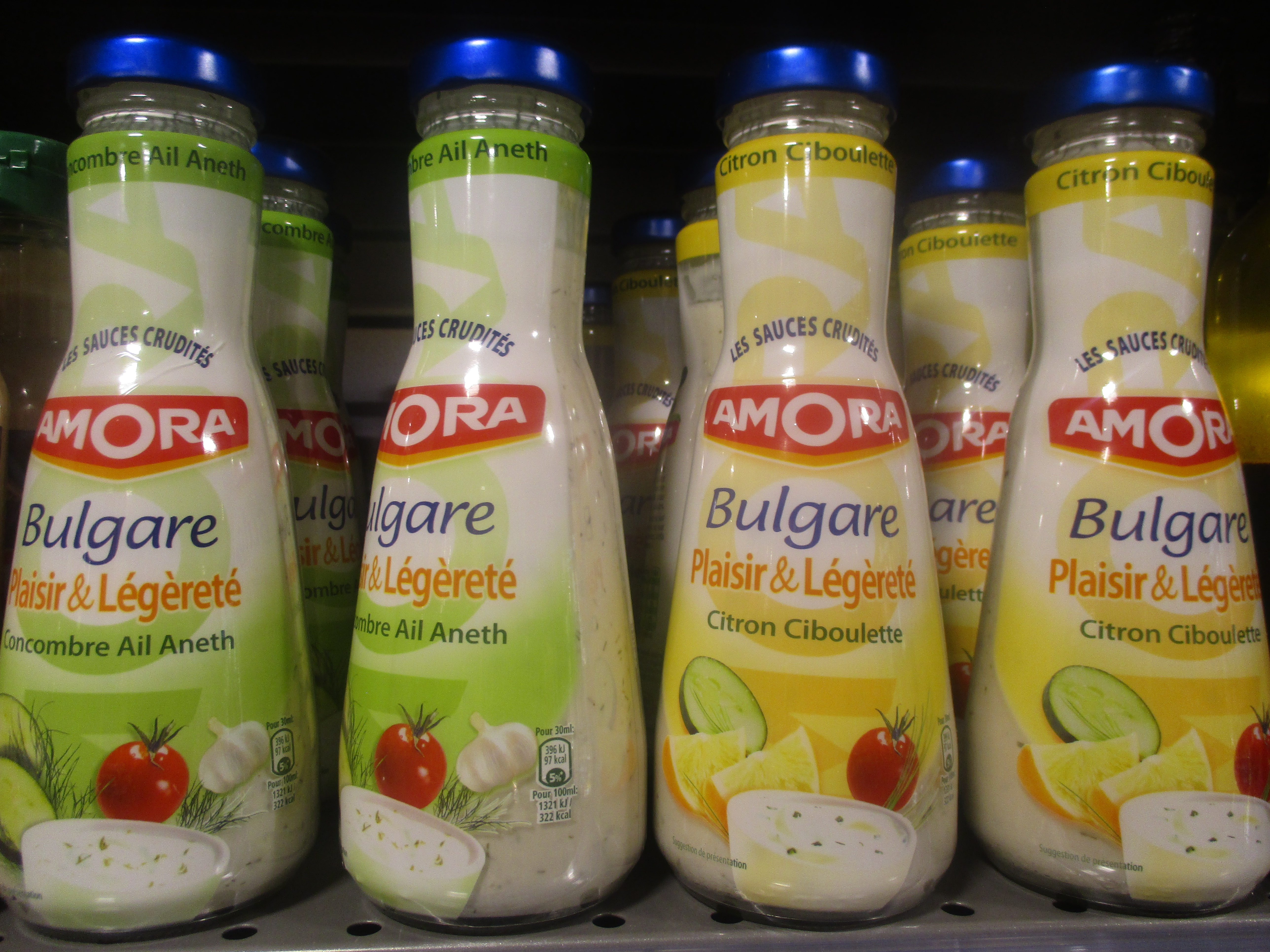
Amora, sauce bulgare.

- Amora est citée dans l'album Le Devin de la bande dessinée Astérix : « Oui... Il semblerait qu'Amora, déesse de la moutarde, soit montée au nez des autres dieux... »[16].